# Horace Horsecollar
Horace Horsecollar  (Horacio en Hispanoamérica y algunos medios de España) es un personaje de dibujos animados creado en 1929 por Ub Iwerks y Walt Disney. Horacio es un caballo negro antropomórfico alto y es uno de los amigos de Mickey Mouse. Caracterizado como un alegre sabelotodo, Horacio ayudó a Mickey en sus expediciones de detectives en los cómics antes de que Goofy asumiera ese papel. Horace aparece más comúnmente como un animal divertido, aunque en sus apariciones tempranas tenía la capacidad de cambiar a voluntad de ser un caballo normal a un personaje más humano.
Horacio apareció por primera vez como el caballo de arado de Mickey en el dibujo animado The Plowboy en 1929. Más tarde, ese mismo año, apareció en The Jazz Fool, y luego se convirtió en un miembro habitual del reparto secundario de Disney, junto con la vaca Clarabelle y la gallina Clara Cluck y otros personajes secundarios.
En los últimos años, Horacio ha aparecido en las series de televisión Mickey Mouse Works, House of Mouse, Mickey Mouse y Mickey and the Roadster Racers.

## Apariciones

### En la animación
Apareció con frecuencia desde 1930 hasta 1932 y con menos frecuencia después, haciendo su última aparición relevante en la era clásica de Disney en 1942. El nombre del actor de la voz de Horace en la encarnación original en inglés es desconocido.
El papel más importante de Horacio fue en Camping Out en 1934, donde fue el personaje principal de ese programa.
En su encarnación más temprana, Horacio se presentó como el caballo de arado de cuatro patas de Mickey Mouse. Podía caminar erguido sobre sus patas traseras, en ese momento sus patas delanteras se convirtieron en manos enguantadas; en otras ocasiones, volvió a ponerse a cuatro patas y volvió a la forma. Al igual que Goofy en sus primeras apariciones de Dippy Dawg, el cuerpo de Horacio parecía estar formado por tubos de goma. Él y Clarabella tenían una extraña habilidad para cambiar de animales de corral algo normales a seres antropomorfizados, según fuera necesario.

### Videojuegos
Horacio apareció en Mickey's Ultimate Challenge y Land of Illusion.
En la serie de videojuegos de Kingdom Hearts, hizo un cameo en el mundo de Kingdom Hearts II Río Eterno con otros personajes clásicos de Disney como Clarabella y Clara Cluck con su antiguo aspecto en blanco y negro, y también hace una aparición como residente de Ciudad Disney en Kingdom Hearts Birth by Sleep con su aspecto moderno actual.
Horacio también es un personaje elegible para jugar en Disney TH!NK Fast.
Horacio también aparece en Epic Mickey y Epic Mickey 2: The Power of Two, convirtiéndose en un investigador privado en Wasteland después de haber llegado allí. Le da a Mickey una serie de misiones en cada juego, algunas de las cuales involucraron el avance de su relación con Clarabella.
En 2016, Horacio apareció en Disney Crossy Road como un personaje jugable desbloqueable bajo el tema de Mickey and Friends.